# Monocoque (voilier)
Pour les articles homonymes, voir Monocoque (homonymie).

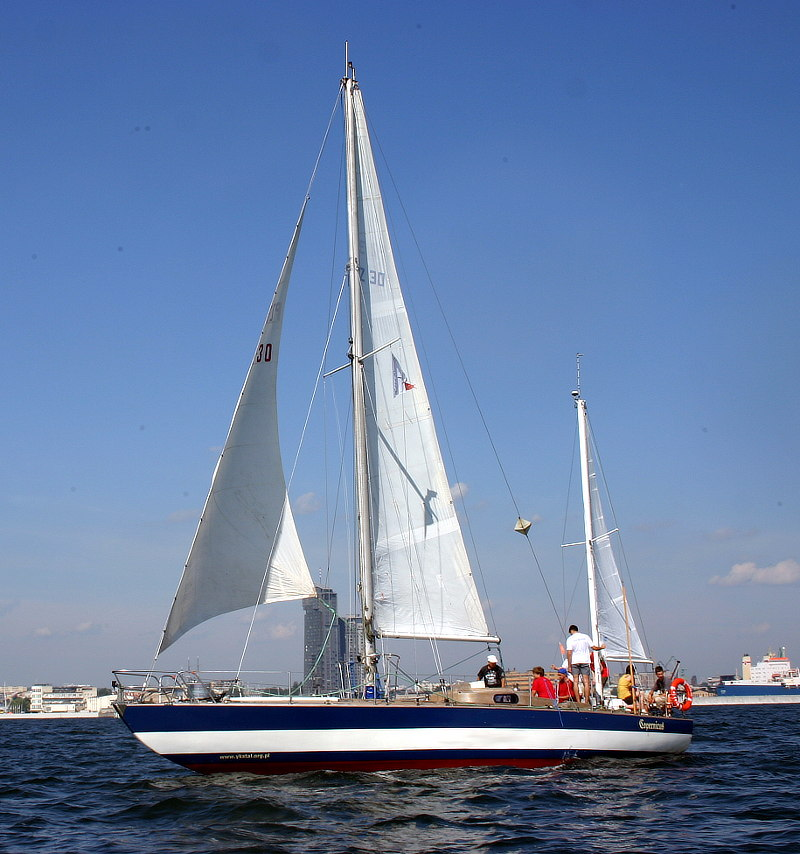
Un yacht monocoque de classe Opal.

Le monocoque (en anglais : monohull) est un type de bateau constitué d'une seule coque, contrairement à un multicoque (trimaran par exemple).

## Voiliers
Un voilier monocoque possède une dérive, une quille , lestée ou pas ou des  foils qui leur permettent de déjauger pour réduire leur traînée hydrodynamique.